# Neukirchen (Sachsen bei Ansbach)
Neukirchen is een plaats in de Duitse gemeente Sachsen bei Ansbach, deelstaat Beieren.